# Filialkirche Maria am Berge

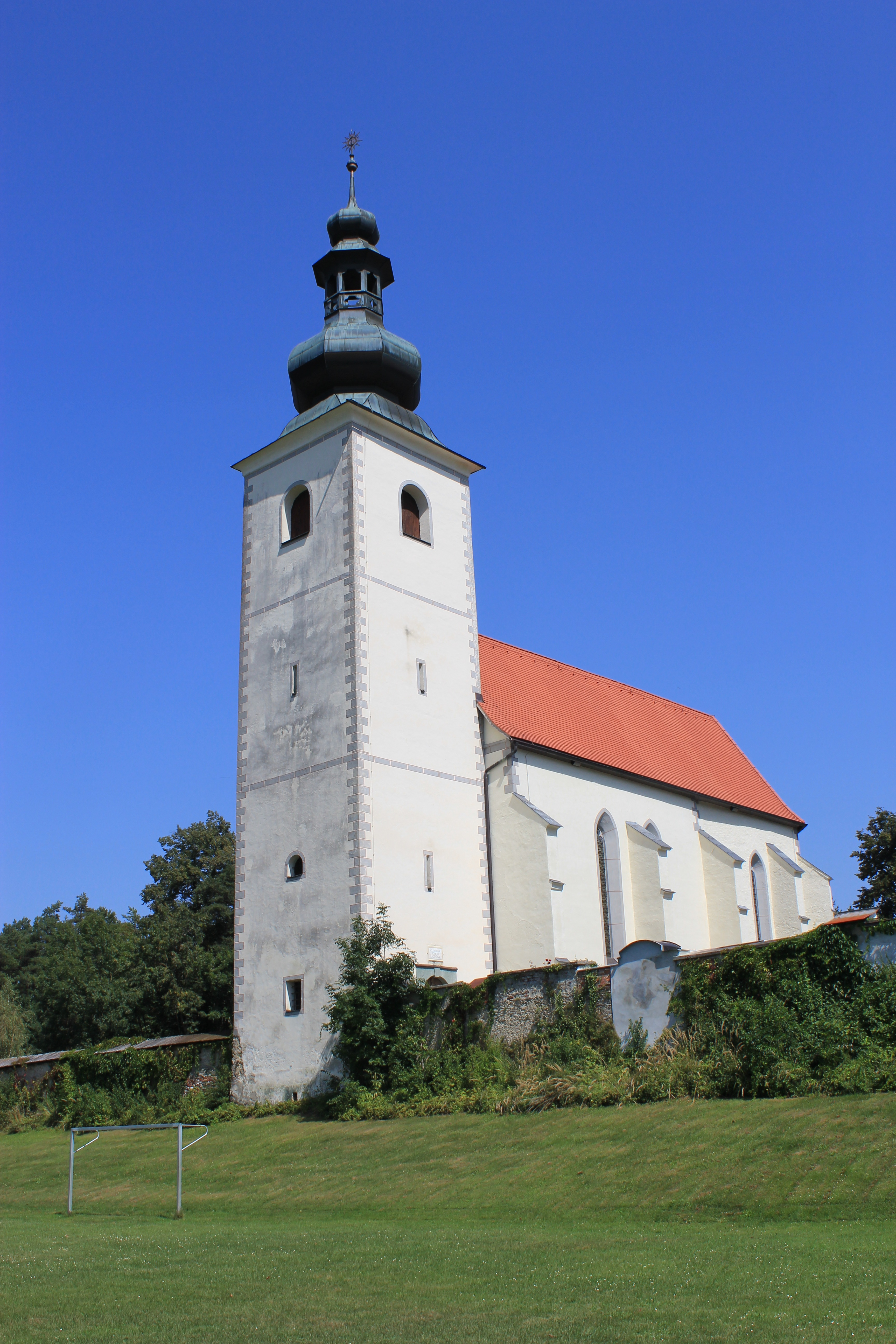

Die römisch-katholische Filialkirche Maria am Berge steht am Holmberg nordöstlich von Eberndorf innerhalb des Friedhofs. Sie gehört zur Pfarre Eberndorf.

## Baubeschreibung
Die spätgotische Kirche wurde 1538 fertiggestellt. Das Langhaus und der Chor besitzen schmale, gotische Fenster mit Maßwerksnasen und werden von schlanken, dreistufigen Strebepfeilern gestützt. An der Nordseite ist eine Sakristei angebaut. Der vorgestellte, barocke Westturm ist über dem südlichen Portal durch ein Chronogramm mit 1703 bezeichnet und wird von einem Zwiebelhelm bekrönt. Zwei Glocken wurden 1954 von der Glockengießerei Grassmayr in Innsbruck gegossen. Das spätgotische Rundbogenportal im Westen des kreuzgratgewölbten Turmerdgeschosses ist an den Türflügeln mit dem Stiftswappen bemalt.
Im dreijochigen Saalraum ruht ein Schlingrippengewölbe auf schlanken Runddiensten. Die dreiachsige Westempore steht auf kurzen Säulen. Der Chor mit Fünfachtelschluss ist um zwei Stufen erhöht. Ein spätgotisches Portal mit Eisenplattentür führt in die kreuzgratgewölbte Sakristei.

## Einrichtung
Der Hochaltar von 1780 birgt in der Mittelnische die Statue einer Muttergottes aus dem 19. Jahrhundert. Seitlich stehen die Schnitzfiguren der Apostel Andreas und Johannes Nepomuk, im Aufsatz Gottvaters und Engeln.
Der linke Seitenaltar zeigt am Altarblatt den Erzengel Michael (1665) und im Aufsatzbild Antonius von Padua (1668). Das um 1680 gemalte Altarblatt des rechten Seitenaltars stellt Judas Thaddäus dar.
Die um 1770/73 errichtete Kanzel wird Michael Zill zugeschrieben und wurde 1780 von Joseph Gottlieb Reiner gefasst.
Die vier Konsolstatuen aus dem 17. Jahrhundert stellen die Jesuitenheiligen Ignatius von Loyola, Franz Xaver, Franz von Borgia und Aloisius von Gonzaga dar.
An Gemälden besitzt die Kirche ein Leinwandbild der Heiligen Familie von 1665, ein Leinwandbild einer Pietà des 17. Jahrhunderts sowie ein Votivbild der Familie Rohrmeister von 1694 mit den Darstellungen der Kreuzigung und des Jüngsten Gerichts.
In der Kirche befinden sich die Wappengrabplatte des Johann Gottfried Ebner (1695), das Grabdenkmal der Johanna Elisabeth von Lerchenfeld (1685), Priestergrabsteine (1688) und (1705) sowie zwei Inschriftensteine von 1688.